# Verisure
Verisure, anciennement Securitas Direct, est une entreprise d'origine suédoise spécialisée dans les alarmes avec télésurveillance pour les particuliers et les petites entreprises. Elle est présente dans 17 pays en Europe et en Amérique du Sud et compte 5 millions de clients.  A noter que Verisure (anciennement Securitas Direct) n'a aucun lien avec la société Securitas Direct (active uniquement en Suisse) qui appartient au groupe suisse Securitas.
Les centres de télésurveillances pour la France se trouvent à Angers, Antony et Villeneuve d'Ascq.